# Laupersdorf
Laupersdorf är en ort och kommun i distriktet Thal i kantonen Solothurn, Schweiz. Kommunen har 1 897 invånare (2023).